# Marceli Marchlewski
Marceli Marchlewski (ur. 12 lutego 1905 w Krakowie, zm. 24 sierpnia 1988 w Zakopanem) – pierwszy dyrektor Tatrzańskiego Parku Narodowego.
Syn Leona Marchlewskiego i matki Angielki z d. Hargreaves, brat Teodora Marchlewskiego. Ukończył szkołę średnią w Krakowie, a następnie studiował nauki przyrodnicze na Uniwersytecie Jagiellońskim i leśnictwo na Uniwersytecie Poznańskim w latach 1924–1930. W dwóch ostatnich latach studiów pracował też na UP jako asystent. Po ukończeniu studiów, w 1930 związał się z gospodarką leśną Zakopanego, pracując od 1931 jako nadleśniczy i nieformalny kierownik zakopiańskiego majątku Fundacji „Zakłady Kórnickie”. Od 1934, po likwidacji zakopiańskiego majątku fundacji, Marchlewski pracował jako nadleśniczy w firmie Lasy Państwowe również w rejonie Zakopanego. W okresie 1939–1945 przebywał głównie w Krakowie. Od 6 II 1945 był kierownikiem zakopiańskiej Inspekcji Leśnej. Zaangażował się w opracowanie planów TPN, którego został mianowany „prowizorycznym dyrektorem” w momencie utworzenia 30 X 1954 (wcześniejsze rozporządzenie o utworzeniu TPN z 1947 nie weszło w życie). Ze względu na odmowę wstąpienia do jakiejkolwiek partii, w tym nawet do ZSL, nie uzyskał ostatecznej nominacji i do emerytury w styczniu 1971 pełnił obowiązki dyrektora TPN na zasadzie tymczasowej.